# Aneides aeneus
Aneides aeneus es una especie de salamandras en la familia Plethodontidae.
Es endémica de los Estados Unidos.
Su hábitat natural son los bosques templados y áreas rocosas.
Está amenazada de extinción debido a la destrucción de su hábitat.